# Arthrocormus
Arthrocormus là một chi rêu trong họ Calymperaceae.